# El Ballestero
El Ballestero és un municipi de la província d'Albacete, que es troba a 68 km de la capital de la província. El 2005 tenia 527 habitants, segons dades de l'INE, 269 dones i 258 homes.
En el seu terme es troba la parròquia renaixentista de San Lorenzo.

## Demografia
| 1842 | 1857 | 1860 | 1877 | 1887 | 1897 | 1900 | 1910 | 1920 | 1930 | 1940 | 1950 | 1960 | 1970 | 1981 | 1991 | 2001 | 2007 |
| ---- | ---- | ---- | ---- | ---- | ---- | ---- | ---- | ---- | ---- | ---- | ---- | ---- | ---- | ---- | ---- | ---- | ---- |
| 1271 |      |      | 1454 | 1579 | 1634 | 1681 | 1581 | 1580 | 1528 | 1710 | 1784 | 1531 | 961  | 790  | 676  | 558  | 499  |